# 岳普湖镇
岳普湖镇，是中华人民共和国新疆维吾尔自治区喀什地区岳普湖县下辖的一个乡镇级行政单位。

## 行政区划
岳普湖镇下辖以下地区：
幸福路社区、团结路社区、文化路社区、库木萨热依路社区、加格达村、艾吾再力库木村和托格拉吾斯塘村。